# Alfredo del Mazo González
Alfredo Hilario Isidro del Mazo González (Toluca de Lerdo, 1943. december 31. – 2019. január 10.) mexikói politikus, México kormányzója (1981–1986).

## Élete
1981 és 1986 között México szövetségi állam kormányzója volt. 1986 és 1988 között Miguel de la Madrid kormányának az energiaügyi minisztere volt.